# Línea 517 (Interurbanos Madrid)
La línea 517 de la red de autobuses interurbanos de Madrid une la zona de Fuente Cisneros (Alcorcón) con la estación de Cuatro Vientos, situada en el distrito de Latina de Madrid. 

## Características
Esta línea une la zona de Fuente Cisneros, el Centro Comercial X-Madrid y Parque Oeste con Madrid en poco más de media hora. En Cuatro Vientos, existe la opción de transbordar a la línea 10 de Metro, a la línea C-5 de Cercanías y a numerosas líneas de autobuses interurbanos para acceder al centro de Madrid.
La línea mantiene los mismos horarios todo el año (exceptuando las vísperas de festivo y festivos de Navidad).
Está operada por Arriva Madrid mediante la concesión administrativa VCM-501 - Madrid – Batres (Viajeros Comunidad de Madrid) del Consorcio Regional de Transportes de Madrid.

## Horarios
| Todos los días    |                   |
| Madrid > Alcorcón | Alcorcón > Madrid |
| 07:00             | 06:40             |
| 08:00             | 07:40             |
| 09:00             | 08:40             |
| 10:00             | 09:40             |
| 11:00             | 10:40             |
| 12:00             | 11:40             |
| 13:00             | 12:40             |
| 14:00             | 13:40             |
| 15:00             | 14:40             |
| 16:00             | 15:40             |
| 17:00             | 16:40             |
| 18:00             | 17:40             |
| 19:00             | 18:40             |
| 20:00             | 19:40             |
| 21:00             | 20:40             |
| 22:00             | 21:40             |

## Recorrido y paradas

### Sentido Alcorcón
| Código | Parada                                  | Común con                                                                   | Conexiones con Metro y Cercanías | Municipio | Zona |
| ------ | --------------------------------------- | --------------------------------------------------------------------------- | -------------------------------- | --------- | ---- |
| 50048  | P.º Extremadura - Cuatro Vientos        | 495 511 512 513 514 516 518 521 522 523 524 525 528 534 538 539 551 560 581 | Cuatro Vientos                   | Madrid    |      |
| 08376  | Ctra. A5 - Museo del Aire y del Espacio | 511 512 513 514 516 518 521 522 523 524 525 528 534 538 539 560             |                                  | Madrid    |      |
| 20095  | Av. Villaviciosa - Estocolmo            | 516 520 2                                                                   |                                  | Alcorcón  |      |
| 11772  | Berlín - Est. Alcorcón Central          | 510 510B 516 520 535 1 2 3                                                  | Alcorcón Central                 | Alcorcón  |      |
| 11779  | Budapest - Hospital Fundación Alcorcón  | 510B 516 1 2                                                                |                                  | Alcorcón  |      |
| 11822  | Viena - Cementerio                      | 516 1 2                                                                     |                                  | Alcorcón  |      |
| 12007  | Viena - Av. Atenas                      | 516 1 2                                                                     |                                  | Alcorcón  |      |
| 12005  | Av. Europa - Universidad                | 1                                                                           |                                  | Alcorcón  |      |
| 20879  | Estambul - Metro Parque Oeste           |                                                                             | Parque Oeste                     | Alcorcón  |      |
| 20877  | Oslo - X Madrid                         |                                                                             |                                  | Alcorcón  |      |
| 16401  | Fuente Cisneros - Colegio               | 1                                                                           |                                  | Alcorcón  |      |

### Sentido Madrid
| Código | Parada                                  | Común con                                                                   | Conexiones con Metro y Cercanías | Municipio | Zona |
| ------ | --------------------------------------- | --------------------------------------------------------------------------- | -------------------------------- | --------- | ---- |
| 16401  | Fuente Cisneros - Colegio               | 1                                                                           |                                  | Alcorcón  |      |
| 20878  | Oslo - X Madrid                         |                                                                             |                                  | Alcorcón  |      |
| 20880  | Estambul - Metro Parque Oeste           |                                                                             | Parque Oeste                     | Alcorcón  |      |
| 12006  | Av. Europa - Universidad                | 1                                                                           |                                  | Alcorcón  |      |
| 12008  | Viena - Av. Atenas                      | 516 1 2                                                                     |                                  | Alcorcón  |      |
| 11823  | Viena - Budapest                        | 516 1 2                                                                     |                                  | Alcorcón  |      |
| 11770  | Budapest - Hospital Fundación Alcorcón  | 510 510B 516 1 2                                                            |                                  | Alcorcón  |      |
| 11773  | Berlín - Est. Alcorcón Central          | 510 510B 516 520 535 1 2 3                                                  | Alcorcón Central                 | Alcorcón  |      |
| 20094  | Av. Villaviciosa - Estocolmo            | 516 520 2                                                                   |                                  | Alcorcón  |      |
| 08376  | Ctra. A5 - Museo del Aire y del Espacio | 511 512 513 514 516 518 521 522 523 524 525 528 534 538 539 560             |                                  | Madrid    |      |
| 08461  | P.º Extremadura - Cuatro Vientos        | 495 511 512 513 514 516 518 521 522 523 524 525 528 534 538 539 551 560 581 | Cuatro Vientos                   | Madrid    |      |